# ミス・リベンジ
『ミス・リベンジ』（原題:Miss Bala）は2019年に公開された米墨合作のアクション映画である。監督はキャサリン・ハードウィック、主演はジーナ・ロドリゲスが務めた。本作は2011年に公開されたメキシコ映画『MISS BALA/銃弾』をリメイクした作品である。本作は日本国内で劇場公開されなかったが、2019年9月4日にDVDが発売された。

## 概略
メーキャップ・アーティストのグロリアは親友のスズに会うために、メキシコのティフアナを訪れていた。ところが、スズがナイトクラブで行方不明になるという事件が発生してしまう。グロリアはスズの救出を警察に依頼したが、汚職警官の裏切りに遭い、麻薬組織に身柄を引き渡されることとなった。身の安全と引き替えに、グロリアは麻薬組織のために働かざるを得なくなってしまった。
米墨国境地帯は麻薬組織と麻薬取締局が熾烈な闘争を繰り広げている場所である。一般人にすぎないグロリアはいきなり闘争のど真ん中に放り込まれたのである。絶望的な状況でしかなかったが、グロリアは必死の思いでその環境に適応していくのだった。

## キャスト
- ジーナ・ロドリゲス - グロリア（吹替：田野アサミ）

メーキャップ・アーティスト。リノに拉致されて事件に巻き込まれる。父は亡くなっている。
- イスマエル・クルス・コルドバ - リノ（吹替：鈴木達央）

麻薬カルテルのリーダー。
- アンソニー・マッキー - ジミー（吹替：森宮隆）

CIAの潜入捜査官。
- ダミアン・アルカザール - サウセド（吹替：野川雅史）

警察署長。
- アイスリン・デルベス - イザベル

麻薬カルテルに脅されている女性。
- マット・ローリア - ブライアン

捜査官のリーダー。
- クリスティーナ・ロドロ - スズ

グロリアの親友。小学生の弟がいる。
- リカルド・アバルカ - ポロ

麻薬カルテルのメンバー。
- トーマス・デッカー - ジャスティン

## 製作
2017年4月、キャサリン・ハードウィックが本作の監督に起用されたとの報道があった。5月、ジーナ・ロドリゲスとイスマエル・クルス・コロドバの出演が決まった。7月、マット・ローリア、クリスティーナ・ロドロ、アイスリン・デルベスがキャスト入りした。2018年4月23日、アンソニー・マッキーが本作に出演することが明かされた。
なお、本作の撮影に携わったスタッフ及び俳優の約95%がラテン系であった。

## 公開・マーケティング
当初、本作は2019年1月25日に全米公開される予定だったが、後に同年2月1日に公開日が延期された。
2018年10月16日、本作のオフィシャル・トレイラーが公開された。

## 興行収入
本作は公開初週末に620万ドル前後を稼ぎ出すと予想されていたが、その予想は的中した。2019年1月1日、本作は全米2203館で公開され、公開初週末に686万ドルを稼ぎ出し、週末興行収入ランキング初登場3位となった。

## 評価
本作に対する批評家の評価は芳しいものではない。映画批評集積サイトのRotten Tomatoesには75件のレビューがあり、批評家支持率は25%、平均点は10点満点で4.8点となっている。サイト側による批評家の見解の要約は「『ミス・リベンジ』はジーナ・ロドリゲスがアクションスターとして活躍する未来を示唆している。また、そのストーリーも感動的である。しかし、不幸なことに、同作はストーリーにおける個々の要素を調和させることが如何に難しいかを例証している。」となっている。また、Metacriticには25件のレビューがあり、加重平均値が41/100となっている。なお、本作のCinemaScoreはBとなっている。